# Isla Carmen
Isla Carmen ist eine mexikanische Insel im Süden des Golfs von Kalifornien. Administrativ gehört sie zur Gemeinde (municipio) Loreto des Bundesstaates Baja California Sur („Süd-Niederkalifornien“).

## Geographie
Isla Carmen liegt 16 km östlich von Loreto, dem Hauptort der Gemeinde auf der Halbinsel Niederkalifornien; die Südspitze der Insel, Punta Baja, liegt sogar nur 9 km vor der Küste der Halbinsel. Die bergige Insel ist 32 km lang, bis zu 12 km breit und erreicht eine Höhe von 479 m über dem Meer. Mit einer Fläche von 146 km² ist sie nach der Isla San José die zweitgrößte Insel des Bundesstaates. Bei Punta Arena, der Südwestspitze der Insel, steht ein 10 m hoher Leuchtturm. Von dort aus liegt in rund 2 km Entfernung die mit 4 km² Fläche signifikant kleinere Nachbarinsel Danzante. Im Nordosten der Insel befindet sich eine einst zur Salzgewinnung genutzte Lagune. Unweit der Lagune, an der Bahía Salinas liegt die verlassene, gleichnamige Siedlung mit Pier, von dem aus einst das Salz verschifft wurde. Heute befindet sich dort die biologische Station Estación de Monitoreo Biologico OVIS der in Monterrey beheimateten Organización Vida Silvestre A.C. (OVIS). An der Bahía Ballandra im Nordwesten der Insel befand sich mit Puerto Ballandra eine weitere Siedlung. Die heute unbewohnte Insel ist ein Bestandteil des im Juli 1996 proklamierten Nationalparks Bahía de Loreto wie auch – mit 243 weiteren Inseln – des 2005 gegründeten UNESCO-Weltnaturerbe „Inseln und geschützte Gebiete im Golf von Kalifornien“ (spanisch Islas y áreas protegidas del Golfo de California).